# A Grande Viagem (série de 2017)
A Grande Viagem é uma série de televisão brasileira infantil de aventura criada e dirigida por Caroline Fioratti, e produzida pela Aurora Filmes. Foi indicado ao Emmy Kids International, e depois foi finalista. O seriado terminou de ser produzido em 2014.
Foi transmitido na TV Brasil de 2017 a 2019.

## Sinopse
Felipe (Leonardo Palhano) tem 10 anos, e mora com sua mãe Clara (Sandra Corveloni) e com seu avô materno Mário (Umberto Magnani), que era vendedor de guias de viagem porta-a-porta. Mário é vítima de Alzheimer, algo que preocupa sua filha Clara. Lipe faz uma nova melhor amiga chamada Stella (Lara Boldorini), e que agora ela ajuda o menino a encontrar a memória de seu avô.
Mário tenta encontrar a sua “memória perdida” com Lipe e Tel, com um armário que os leva em diferentes países do Mundo descobrindo novas culturas e curiosidades e conhecendo novos habitantes.

## Episódios
| Nº | Episódios      |
| -- | -------------- |
| 1  | Egito          |
| 2  | Israel         |
| 3  | Japão          |
| 4  | Cuba           |
| 5  | Espanha        |
| 6  | Portugal       |
| 7  | Líbano         |
| 8  | Romênia        |
| 9  | Estados Unidos |
| 10 | Grécia         |
| 11 | Alemanha       |
| 12 | França         |
| 13 | Itália         |

## Elenco
- Leonardo Palhano - Felipe "Lipe"
- Umberto Magnani - Mário
- Lara Boldorini - Estela "Tel"
- Sandra Corveloni - Clara
- Miriam Mehler - Senhora Alemã
- Selma Egrei - Sarah
- Maurício de Barros - Seu Cosme
- Ivo Müller -
- Lulu Pavarin
- Ken Kaneko - Senhor

## Curiosidades
- Quem cantou a música de abertura foi Lulina. [1]